# 朱霖 (清朝)
朱霖（？—？），正白旗人，清朝官员。

## 生平
1745年接替王敛福任松江府知府一职，1750年由赵酉接任。